# Nicolò Coccon
Nicolò Coccon, né le 18 août 1826 à Venise et mort à Venise le 4 août 1903, est un compositeur, organiste et maître de chapelle vénitien.

## Biographie
À dix ans, Nicolò Coccon est confié au Maestro Fabio Ermagora, disciple de Bonaventure Furlanetto. À quinze ans, il compose trois motets pour voix mixtes, ce qui fait de lui un des compositeurs les plus prometteurs, tandis qu'il recueille des félicitations dans les autres domaines musicaux dans lesquels il s'engage, comme le chant, le piano, l'orgue et le violon.
En 1856, à l'issue d'un concours, il a été nommé premier organiste de la Basilique Saint-Marc, et vice-maître d'Antonio Buzzolla. Ce dernier a pris sa retraite pour des raisons de santé, Cocoon est devenu maître de la Cappella Marciana à titre provisoire en attendant un concours qui décidera en dernier ressort. La compétition a eu lieu en 1873; dans le jury figuraient, entre autres, Giovanni Battista Candotti (it), Melchiorre Balbi et Jacopo Tomadini (it). Coccon a remporté le concours et est devenu le premier maître, directeur de la Marciana, un rôle qui lui a permis d'exploiter de manière intensive ses talents de compositeur. À partir de 1882, il a également assumé la chaire d'harmonie et de contrepoint au Conservatoire Benedetto Marcello, qu'il a occupé jusqu'en 1897. En 1894, il a quitté la direction de la Marciana, aigri par des désaccords de plus en plus nets avec son second, Giovanni Tebaldini, porteur des idéaux du mouvement cécilien naissant. Il a eu comme successeur, Lorenzo Perosi.
Il est mort le 4 août 1903. Lors de ses funérailles, à l'église de San Trovaso, on a joué une grande messe de Requiem, faisant partie des huit qu'il avait composées.

## Compositions

### Musique Sacrée
- Huit Messe di Requiem parmi lesquelles:
  - Requiem per l'Arciduca l'Austria Federico (1850)
  - Messa di Requiem a quattro con orchestra e soli (1879)
- Trente Messes parmi lesquelles:
  - Messa in fa a 4 voci e orchestra (1871)
  - Piccola Messa in re a 4 voci ed orchestra (1875)
  - Tre Messe annuali d'obbligo pel S. Natale (1875, 1877, 1879)
  - Messa per la Cappella di S.S. Andrea e Ambrogio a Genova (1869)
- Cinque Salmi per la Cappella di S.S. Andrea e Ambrogio a Genova (1869)
- d'autres compositions pour la Cappella Marciana restent inédites.

### Opéras
- Manasse in Babilonia, (Venise, orfanotrofio dei Gesuati, 15 mars 1877);
- I due orangotani, operetta (Venise, orfanotrofio dei Gesuati, 17 avril 1879);
- Saul, dramma sacro in tre atti (Spello, Collegio Rossi, 10 février 1884);
- Uggero il Danese (inédit);
- Zaira (inédit).

### Compositions pour harmonie
- Pensiero funebre per grande orchestra a Daniele Manin (1868);
- Barcarola, per banda e coro a 4 (1847);
- Inno a Carlo Goldoni;
- Sinfonia Umberto, a Umberto I d'Italia.

## Source de la traduction
- (it) Cet article est partiellement ou en totalité issu de l’article de Wikipédia en italien intitulé « Nicolò Coccon » (voir la liste des auteurs).